# Прыгуны (род обезьян)
Прыгуны (лат. Callicebus) — род обезьян семейства саковых (Pitheciidae), один из трёх современных родов подсемейства Callicebinae. Обитают в Южной Америке, на территории восточной Бразилии.

## Описание
Являются самыми маленькими представителями семейства саковых, в длину составляют 23—46 см, длина хвоста превышает длину остального тела. Шерсть длинная, мягкая, обычно имеет красный, коричневый, серый или чёрный оттенок. Нижняя часть тела светлее, чем верхняя. Прыгуны — дневные животные, обитающие вблизи воды. Живут небольшими семейными группами до 7 особей, состоящими из родителей и их потомства. Основная пища — фрукты, однако также едят листья, цветы, насекомых, птичьи яйца и небольших беспозвоночных. Моногамны, создают пары на всю жизнь. Беременность длится пять месяцев, в приплоде обычно один, редко два детёныша.

## Классификация
С 2016 года в род включают следующие современные виды:
- Callicebus barbarabrownae Hershkovitz, 1990 — Прыгун Брауна
- Callicebus coimbrai Kobayashi & Langguth, 1999 — Прыгун Коимбры
- Callicebus melanochir (Wied-Neuwied, 1820) — Восточнобразильский прыгун
- Callicebus nigrifrons (Spix, 1823) — Чернолобый прыгун
- Callicebus personatus (E. Geoffroy, 1812) — Атлантический прыгун, или черноголовый прыгунtypus

До 2016 года род прыгунов состоял из более чем 30 видов, но после проведённых в том году молекулярно-филогенетических исследований его разделили на три рода, и в кладе, содержащей типовой вид старого рода, оказалось только 5 видов.